# Almochuel
Almochuel település Spanyolországban,  Zaragoza tartományban. Almochuel Belchite és Vinaceite községekkel határos. Lakosainak száma 22 fő (2024).

## Népesség
A település lakosságának változását az alábbi diagram mutatja:
| Lakosok száma | 48   | 49   | 40   | 29   | 42   | 35   | 30   | 25   | 22   | 22   |
|               | 2001 | 2004 | 2007 | 2009 | 2012 | 2014 | 2017 | 2019 | 2022 | 2024 |